# Macrospace
Macrospace Ltd. являлась разработчиком мобильного контента, ориентируясь в основном на Java ME-контент. Штаб-квартира находится в Лондоне. В июне 2005 года Macrospace объединилась с Sorrent Ltd. и сформировалась Glu Mobile.

## Опубликованные игры
- Actraiser
- Alpha Wing
- Ancient Empires
- Ancient Empires II
- Caveman
- Crash 'N' Burn
- Drakengard
- Fatal Force
- Flintstones Bowling
- Frankie Jumpy
- Power Strike
- Small Faces
- Wacky Races
- Dragon Island

Официальный сайт (Сейчас перенаправляется на Glu Mobile) (недоступная ссылка)